# Japonia na Zimowych Igrzyskach Olimpijskich 1998
Japonię na Zimowych Igrzyskach Olimpijskich 1998 reprezentowało 156 zawodników. Był to szesnasty start Japonii na zimowych igrzyskach olimpijskich.

## Zdobyte medale
| Medal  | Zawodnik                                                     | Dyscyplina sportowa | Konkurencja             |
| ------ | ------------------------------------------------------------ | ------------------- | ----------------------- |
| Złoto  | Tae Satoya                                                   | Narciarstwo dowolne | Jazda po muldach kobiet |
| Złoto  | Takafumi Nishitani                                           | Short track         | 500 m mężczyzn          |
| Złoto  | Kazuyoshi Funaki                                             | Skoki narciarskie   | Duża skocznia           |
| Złoto  | Takanobu Okabe Hiroya Saitō Masahiko Harada Kazuyoshi Funaki | Skoki narciarskie   | Drużynowo               |
| Złoto  | Hiroyasu Shimizu                                             | Łyżwiarstwo szybkie | 500 m mężczyzn          |
| Srebro | Kazuyoshi Funaki                                             | Skoki narciarskie   | Normalna skocznia       |
| Brąz   | Hitoshi Uematsu                                              | Short track         | 500 m mężczyzn          |
| Brąz   | Masahiko Harada                                              | Skoki narciarskie   | Duża skocznia           |
| Brąz   | Hiroyasu Shimizu                                             | Łyżwiarstwo szybkie | 1000 m mężczyzn         |
| Brąz   | Tomomi Okazaki                                               | Short track         | 500 m kobiet            |

## Wyniki reprezentantów Japonii

### Biathlon
Mężczyźni
- Atsushi Kazama

sprint - 61. miejsce
bieg indywidualny - 45. miejsce
- Hironao Meguro

bieg indywidualny - 28. miejsce
- Shūichi Sekiya

sprint - 43. miejsce
- Kyōji Suga

sprint - 18. miejsce
bieg indywidualny - 14. miejsce
- Kyōji Suga
Hironao Meguro
Shūichi Sekiya
Atsushi Kazama

sztafeta - 13. miejsce
Kobiety
- Mami Shindō

bieg indywidualny - 29. miejsce
- Hiromi Suga

sprint - 53. miejsce
bieg indywidualny - 37. miejsce
- Ryōko Takahashi

sprint - 55. miejsce
bieg indywidualny - 6. miejsce
- Mie Takeda

sprint - 61. miejsce
- Mami Shindō
Hiromi Suga
Mie Takeda
Ryōko Takahashi

sztafeta - 14. miejsce

### Bobsleje
Mężczyźni
- Masanori Inoue
Hiroshi Suzuki

Dwójki - 19. miejsce
- Naomi Takewaki
Hiroaki Ohishi

Dwójki - 17. miejsce
- Naomi Takewaki
Hiroaki Ohishi
Takashi Ōhori
Masanori Inoue

Czwórki - 15. miejsce
- Toshio Wakita
Yasuo Nakamura
Toshiya Onoda
Shinji Aoto

Czwórki - 16. miejsce

### Biegi narciarskie
Mężczyźni
- Katsuhito Ebisawa

10 km stylem klasycznym - 34. miejsce
Bieg łączony - 21. miejsce
30 km stylem klasycznym - 27. miejsce
50 km stylem dowolnym - 39. miejsce
- Mitsuo Horigome

10 km stylem klasycznym - 36. miejsce
Bieg łączony - 22. miejsce
50 km stylem dowolnym - 32. miejsce
- Hiroyuki Imai

10 km stylem klasycznym - 19. miejsce
Bieg łączony - 28. miejsce
30 km stylem klasycznym - 24. miejsce
50 km stylem dowolnym - 30. miejsce
- Masaaki Kozu

10 km stylem klasycznym - 29. miejsce
Bieg łączony - 24. miejsce
30 km stylem klasycznym - 56. miejsce
- Kazutoshi Nagahama

30 km stylem klasycznym - 42. miejsce
50 km stylem dowolnym - 33. miejsce
- Katsuhito Ebisawa
Hiroyuki Imai
Mitsuo Horigome
Kazutoshi Nagahama

sztafeta - 7. miejsce
Kobiety
- Fumiko Aoki

5 km stylem klasycznym - 31. miejsce
Bieg łączony - 29. miejsce
15 km stylem klasycznym - 37. miejsce
- Midori Furusawa

30 km stylem dowolnym - 38. miejsce
- Tomomi Ōtaka

5 km stylem klasycznym - 46. miejsce
Bieg łączony - 48. miejsce
- Emiko Sato

15 km stylem klasycznym - 54. miejsce
- Kumiko Yokoyama

5 km stylem klasycznym - 50. miejsce
Bieg łączony - 46. miejsce
15 km stylem klasycznym - 34. miejsce
30 km stylem dowolnym - 39. miejsce
- Sumiko Yokoyama

5 km stylem klasycznym - 25. miejsce
Bieg łączony - 25. miejsce
15 km stylem klasycznym - 24. miejsce
30 km stylem dowolnym - 32. miejsce
- Tomomi Ōtaka
Sumiko Yokoyama
Fumiko Aoki
Kumiko Yokoyama

sztafeta - 10. miejsce

### Curling
Mężczyźni
- Makoto Tsuruga, Hiroshi Satō, Yoshiyuki Ōmiya, Hirofumi Kudō, Hisaaki Nakamine - 5. miejsce

Kobiety
- Mayumi Ōkutsu, Akiko Katō, Yukari Kondō, Yōko Mimura, Akemi Niwa - 5. miejsce

### Hokej na lodzie
Mężczyźni
- Kiyoshi Fujita, Yūji Iga, Dusty Imoo, Shinichi Iwasaki, Matthew Kabayama, Tatsuki Katayama, Yutaka Kawaguchi, Makoto Kawahira, Takayuki Kobori, Atsuo Kudō, Ryan Kuwabara, Hiroshi Matsuura, Hiroyuki Miura, Akihito Sugisawa, Takayuki Miura, Tsutsumi Ōtomo, Toshiyuki Sakai, Kunihiko Sakurai, Steven Tsujiura, Shin Yahata, Takeshi Yamanaka, Chris Yule - 13. miejsce

Kobiety
- Miharu Araki, Shiho Fujiwara, Akiko Hatanaka, Mitsuko Igarashi, Yōko Kondō, Akiko Naka, Maiko Obikawa, Yuka Oda, Yukari Ōno, Chie Sakuma, Ayumi Sato, Masako Sato, Rie Sato, Satomi Ono, Yukio Satomi, Aki Sudō, Yūki Togawa, Aki Tsuchida, Haruka Watanabe, Naho Yoshimi - 6. miejsce

### Kombinacja norweska
Mężczyźni
- Jun’ichi Kogawa

Gundersen - 23. miejsce
- Satoshi Mori

Gundersen - 38. miejsce
- Kenji Ogiwara

Gundersen - 4. miejsce
- Tsugiharu Ogiwara

Gundersen - 6. miejsce
- Tsugiharu Ogiwara
Satoshi Mori
Gen Tomii
Kenji Ogiwara

sztafeta - 5. miejsce

### Łyżwiarstwo figurowe
Mężczyźni
- Takeshi Honda

soliści - 15. miejsce
- Yamato Tamura

soliści - 17. miejsce
Kobiety
- Shizuka Arakawa

solistki - 13. miejsce
Pary
- Marie Arai
Shin Amano

Pary sportowe - 20. miejsce
- Aya Kawai
Hiroshi Tanaka

Pary taneczne - 23. miejsce

### Łyżwiarstwo szybkie
Mężczyźni
- Toru Aoyanagi

1500 m - 8. miejsce
- Manabu Horii

500 m - 13. miejsce
1000 m - 17. miejsce
- Yōsuke Imai

1000 m - 11. miejsce
1500 m - 16. miejsce
- Toshiyuki Kuroiwa

500 m - 16. miejsce
- Hiroyuki Noake

1000 m - 25. miejsce
1500 m - 7. miejsce
5000 m - 25. miejsce
- Takahiro Nozaki

5000 m - 17. miejsce
- Hiroyasu Shimizu

500 m - 
1000 m - 
- Keiji Shirahata

1500 m - 21. miejsce
5000 m - 7. miejsce
10000 m - 14. miejsce
- Hiroaki Yamakage

500 m - 15. miejsce
Kobiety
- Shiho Kusunose

500 m - 12. miejsce
1000 m - 11. miejsce
1500 m - 23. miejsce
- Noriko Munekata

3000 m - 18. miejsce
- Nami Nemoto

5000 m - 15. miejsce
- Chiharu Nozaki

1500 m - 15. miejsce
3000 m - 17. miejsce
- Tomomi Okazaki

500 m - 
1000 m - 7. miejsce
- Eriko Sanmiya

500 m - 11. miejsce
1000 m - 8. miejsce
- Kyoko Shimazaki

500 m - 5. miejsce
1000 m - 22. miejsce
- Aki Tonoike

1500 m - 16. miejsce
- Mie Uehara

1500 m - 21. miejsce
3000 m - 14. miejsce
5000 m - 11. miejsce

### Narciarstwo alpejskie
Mężczyźni
- Gaku Hirasawa

slalom - 20. miejsce
- Takuya Ishioka

gigant - 29. miejsce
slalom - 21. miejsce
- Kiminobu Kimura

gigant - 25. miejsce
slalom - 13. miejsce
- Kentarō Minagawa

gigant - DNF
slalom - DNF
- Yasuyuki Takishita

zjazd - DNF
supergigant - 27. miejsce
kombinacja - DNF
- Tsuyoshi Tomii

zjazd - 17. miejsce
supergigant - 24. miejsce
Kobiety
- Noriyo Hiroi

gigant - DNF
slalom - DNF
- Kazuko Ikeda

gigant - 25. miejsce
slalom - 17. miejsce
- Kumiko Kashiwagi

supergigant - 36. miejsce
gigant - 27. miejsce
slalom - 24. miejsce
- Kumiko Kashiwagi

gigant - 29. miejsce
slalom - 20. miejsce
kombinacja - 16. miejsce

### Narciarstwo dowolne
Mężczyźni
- Kazuaki Ando

skoki akrobatyczne - 23. miejsce
- Daigo Hara

jazda po muldach - 15. miejsce
- Gota Miura

jazda po muldach - 13. miejsce
- Takehiro Sakamoto

jazda po muldach - 30. miejsce
- Yūgo Tsukita

jazda po muldach - 18. miejsce
Kobiety
- Tae Satoya

jazda po muldach - 
- Aiko Uemura

jazda po muldach - 7. miejsce

### Saneczkarstwo
Mężczyźni
- Shigeaki Ushijima

jedynki - 16. miejsce
- Atsushi Sasaki
Kei Takahashi

dwójki - 14. miejsce
Kobiety
- Yumie Kobayashi

jedynki - 25. miejsce
- Eriko Yamada

jedynki - 21. miejsce
- Shino Yanagisawa

jedynki - 23. miejsce

### Short track
Mężczyźni
- Takafumi Nishitani

500 m - 
- Naoya Tamura

1000 m - 5. miejsce
- Satoru Terao

500 m - 13. miejsce
1000 m - 9. miejsce
- Hitoshi Uematsu

500 m - 
1000 m - 15. miejsce
- Satoru Terao
Naoya Tamura
Takehiro Kodera
Yugo Shinohara

sztafeta - 5. miejsce
Kobiety
- Sachi Ozawa

1000 m - 10. miejsce
- Chikage Tanaka

500 m - 9. miejsce
1000 m - 15. miejsce
- Ikue Teshigawara

500 m - 6. miejsce
1000 m - 5. miejsce
- Ayako Tsubaki

500 m - 25. miejsce
- Ikue Teshigawara
Chikage Tanaka
Nobuko Yamada
Sachi Ozawa

sztafeta - 4. miejsce

### Skoki narciarskie
Mężczyźni
- Kazuyoshi Funaki

Skocznia duża - 
Skocznia normalna - 
- Masahiko Harada

Skocznia duża - 
Skocznia normalna - 5. miejsce
- Noriaki Kasai

Skocznia normalna - 7. miejsce
- Takanobu Okabe

Skocznia duża - 6. miejsce
- Hiroya Saitō

Skocznia duża - 47. miejsce
Skocznia normalna - 9. miejsce
- Takanobu Okabe
Hiroya Saitō
Masahiko Harada
Kazuyoshi Funaki

sztafeta - 

### Snowboard
Mężczyźni
- Takamasa Imai

halfpipe - 36. miejsce
- Takashi Nishida

halfpipe - 28. miejsce
- Makoto Takagaki

halfpipe - 30. miejsce
- Shin’ichi Watanabe

halfpipe - 34. miejsce
Kobiety
- Kaori Takeyama

halfpipe - 22. miejsce
- Shinobu Ueshima

gigant - 15. miejsce
- Yuri Yoshikawa

halfpipe - 20. miejsce